# 马蒂亚斯·荣松
马蒂亚斯·荣松（瑞典語：Mattias Jonson，1974年1月16日—），瑞典男子足球运动员，司职中场，1996年完成成年国家队首秀。他曾代表瑞典国家队参加2002年和2006年国际足联世界杯。